# Makoto Kawashima
Makoto Kawashima (jap. 川島 誠, Kawashima Makoto; * 2. Mai 1979 in Obihiro, Hokkaidō) ist ein ehemaliger japanischer Eishockeyspieler, der den Großteil seiner Karriere bei den Ōji Eagles in der Asia League Ice Hockey unter Vertrag stand.

## Karriere
Makoto Kawashima spielte zu Beginn seiner Karriere als Eishockeyspieler ein Jahr bei Malmö IF in der J20 SuperElit, der höchsten schwedischen Juniorenliga. Ab 1999 stand der Defensivspieler bei den Ōji Eagles unter Vertrag. In seinem ersten Jahr in der Japanischen Eishockeyliga wurde er als Rookie of the Year ausgezeichnet. 2002 und 2005 errang er mit der Mannschaft aus Tomakomai die Japanische Meisterschaft. Die Asia League Ice Hockey konnte er mit seinem Team 2008 und 2012 gewinnen. 2014 beendete er seine Karriere.

### International
Für Japan nahm Makoto Kawashima im Juniorenbereich an der Junioren-B-Weltmeisterschaft 1997 teil. Im Seniorenbereich stand er im Aufgebot seines Landes bei den Weltmeisterschaften 2000, 2001, 2002, 2003 und 2004 teil. Nach dem Abstieg der Japaner aus der Top-Division stand er für seine Farben bei den Turnieren der Division I 2005, 2009, 2010, 2012 und 2013 auf dem Eis. 
Bei den Winter-Asienspielen 2011 gewann er mit der japanischen Mannschaft hinter Kasachstan die Silbermedaille. Zudem nahm er im Februar 2009 an der Qualifikation für die Olympischen Winterspiele 2010 teil.

## Erfolge und Auszeichnungen
- 2002 Japanischer Meister mit den  Ōji Eagles
- 2005 Japanischer Meister mit den Ōji Eagles
- 2008 Asia League Ice Hockey-Meister mit den Ōji Eagles
- 2011 Silbermedaille bei den Winter-Asienspielen 2011 in Astana
- 2012 Asia League Ice Hockey-Meister mit den Ōji Eagles

## Asia-League-Statistik
(Stand: Ende der Saison 2013/14)